# الغزو السويدي لبراندنبورغ
اشتمل الغزو السويدي لبراندنبورغ (بالألمانية: Schwedeneinfall 1674/75)‏ على احتلال مرغريفية براندنبورغ غير المحصنة من قبل جيش سويدي انطلق من إقليم سويدي خلال الفترة الواقعة بين 26 من شهر ديسمبر من عام 1674 ونهاية شهر يونيو من عام 1675. أشعل الغزو السويدي فتيل الحرب السكونية التي توسعت، بعد إعلانات حرب أخرى من قبل القوى الأوروبية المتحالفة مع براندنبورغ، لتصبح صراعًا أوروبيًا شماليًا لم ينته حتى عام 1679.
كان سبب الغزو السويدي مشاركة جيش من براندنبورغ يبلغ تعداده 20 ألف مقاتل في حرب الإمبراطورية الرومانية المقدسة ضد فرنسا كجزء من الحرب الهولندية الفرنسية. ونتيجة لذلك، احتلت السويد، التي كانت حليفة تقليدية لفرنسا، المرغريفية غير المحصنة من الناحية العسكرية مع هدف معلن بإرغام ناخب براندنبورغ على السعي وراء الصلح مع فرنسا. في مطلع شهر يونيو من عام 1675 انطلق ناخب براندنبورغ وجيشه البالغ تعداده 15 ألف مقاتل إلى شفاينفورت في فرانكونيا، التي تقع اليوم في جنوبي ألمانيا، ووصل إلى مدينة ماغدبورغ في 21 يونيو [1675 حسب التقويم القديم]. وخلال حملة دامت أقل من 10 أيام، أرغم الناخب فريدريك ويليام القوات السويدية على الانسحاب من مرغريفية براندنبورغ.

## الخلفية
بعد حرب الأيلولة، مارس لويس الرابع عشر، ملك فرنسا، ضغوطًا للانتقام من برلمان هولندا. وبدأ بنشاطات دبلوماسية بهدف عزل هولندا كليًا. لبلوغ هذه الغاية أبرمت فرنسا في 24 أبريل من عام 1672 في استوكهولم اتفاقية سرية مع السويد تلزم القوة الاسكندنافية لتقديم 16 ألف مقاتل ضد أي ولاية ألمانية تقدم الدعم لجمهورية هولندا.
بعد ذلك مباشرة، في شهر يونيو من عام 1672، غزا لويس الرابع عشر برلمان هولندا، الأمر الذي أطلق شرارة الحرب الفرنسية الهولندية، وتقدم حتى مشارف أمستردام. قدم ناخب براندنبورغ، تماشيًا مع بنود الاتفاقية، الدعم للهولنديين في القتال ضد فرنسا ب 20 ألف مقاتل في شهر أغسطس من عام 1672. في شهر ديسمبر من عام 1673، أبرمت بروسيا براندنبورغ والسويد تحالفًا دفاعيًا يدوم 10 أعوام. وعلى الرغم من ذلك، احتفظ كل من الطرفين بحرية اختيار تحالفاته في حالة الحرب. نظرًا إلى تحالفه الدفاعي مع السويد، لم يتوقع ناخب براندنبورغ خلال الفترة التي تلت ذلك أن تدخل السويد في الحرب إلى جانب فرنسا. وعلى الرغم من إبرام اتفاقية فوسم المنفصلة بين براندنبورغ وفرنسا في 16 من شهر يونيو من عام 1673، انضمت براندنبورغ مجددًا إلى الحرب ضد فرنسا في العام التالي حين أعلن إمبراطور الإمبراطورية الرومانية المقدسة الحرب الإمبراطورية (رايخسكريغ) ضد فرنسا في شهر مايو من عام 1764. لذلك انطلق مرة أخرى جيش من براندنبورغ يبلغ تعداده 20 ألف مقاتل في 23 أغسطس من عام 1674 من مرغريفية براندنبورغ واتجه نحو ستراسبورغ. رافق هذا الجيش الناخب فريدريك ويليام وأمير براندنبورغ الناخب تشارلز إيميل. عين أمير أنهالت دساو جون جورج الثاني ستاتهالتر («حاكمًا») على براندنبورغ.
عند ذلك نجحت فرنسا عن طريق الرشى وتقديم الوعود بدعم حكومي في إقناع حليفتها التقليدية، التي لم تتمكن من تجنب خسارة كامل بوميرانيا إلا بتدخل فرنسا في معاهدة أوليفا في عام 1660، بالدخول في الحرب ضد براندنبورغ. كان العامل الحاسم خشية البلاط الملكي السويدي من أن تفضي هزيمة فرنسا إلى عزلة سياسية للسويد. كان هدف السويد من دخول الحرب احتلال ولاية براندنبورغ غير المحصنة من أجل إرغام بروسيا براندنبورغ على سحب قواتها من مناطق الحرب في أعلى الراين والألزاس.

## التحضيرات للحرب
بدأ السويديون عندئذ في حشد قوة للغزو في بوميرانيا السويدية. وانطلاقًا من شهر أيلول وصلت إلى برلين المزيد من التقارير حول تحركات هذه القوات. وبشكل خاص، أبلغ حاكم براندنبورغ ناخبه مطلع شهر أيلول عن محادثات مع المبعوث السويدي، فانغيلين، الذي أعلن خلالها أن نحو 20 ألف مقاتل سويدي سيكونون متواجدين في بوميرانيا قبل نهاية الشهر. ازدادت قوة أنباء هجوم وشيك من قبل الجيش السويدي حين وردت تقارير، في النصف الثاني من شهر أكتوبر، عن وصول قائد القوات العسكرية كارل غوستاف رانجيل إلى فولغاست.
سأل أمير أنهالت دساو جون جورج الثاني، الذي ارتبك بوضوح جراء الأخبار حول تحضير القوات، المشير الميداني كارل غوستاف فرانغيل عدة مرات في أواخر شهر أكتوبر، عن طريق كولونيل براندنبورغ، ميكراندر، عن أسباب تحركات هذه القوات. وعلى الرغم من ذلك فشل فرانغيل في تقديم إجابة ورفض محاولة أخرى من قبل أمير أنهالت دساو لإجراء محادثات. في أواسط شهر نوفمبر كان الحاكم، جون جورج الثاني، قد تلقى تأكيدات حول غزو سويدي وشيك، إلا أن الأسباب والدوافع الحقيقية لعدوان وشيك كهذا بقيت غير واضحة في برلين.
على الرغم من الأخبار المزعجة التي وردت من برلين، لم تكن لدى الناخب فريدريك ويليام قناعة بأنه كان ثمة غزو سويدي وشيك لمرغريفية براندنبورغ. وعبر عن ذلك في رسالة إلى حاكم براندنبورغ في 31 من شهر أكتوبر من عام 1764 نصت على: «أعد السويديين أفضل من ذلك ولا أعتقد أنهم سيقومون بأمر شرير كهذا». 
كانت قوة جيش الغزو السويدي الذي حشد في بوميرانيا السويدية قبل دخوله أوكرمارك نهاية شهر ديسمبر من عام 1764، وفقًا للمصادر المعاصرة في مجلة تياتروم يوروبايوم كالتالي:
- مشاة: 11 كتيبة بتعداد يبلغ 7620 مقاتل.[5]
- خيالة: 8 كتائب يبلغ تعدادها 6080 مقاتل.
- مدفعية: 15 مدفعًا من مختلف العيارات.

كانت القوات المتاحة في 23 أغسطس من عام 1764 للدفاع عن مرغريفية براندنبورغ، بعد مغادرة جيشها الرئيسي إلى الألزاس، تثير الشفقة. كان الناخب يملك عددًا قليلًا من الجنود، وكانوا بشكل رئيسي متقدمين في السن أو يعانون من إعاقات. كانت الوحدات القادرة على القتال التي تحت إمرته تتمركز في حصون كقوات حامية. وكانت التعداد الإجمالي للقوات الحامية التي كان الحاكم يمتلكها تحت إمرته في نهاية شهر أغسطس من عام 1764 نحو 3000 مقاتل فقط. في العاصمة، كان هناك في ذلك الوقت 500 مقاتل أكثر قدمًا تُركوا هناك نظرًا إلى محدودية قدرتهم القتالية، و300 مجند جديد. ولذلك كان يجب تجنيد قوات جديدة بشكل فوري. إضافة إلى ذلك، أمر الناخب الحاكم أن يصدر أمرًا بتعبئة عامة إلى سكان الأرياف والبلدات والمدن بهدف تعويض نقص الجنود المدربين. وعاد ما سمي لاندفولكاوفغيبوت («تعبئة الشعب») إلى المعايير القانونية للعصور الوسطى في ولاية براندنبورغ، التي يمكن استخدام المزارعين والمواطنين بموجبها في حال الحاجة إلى دفاع محلي. لم تنجح الولاية في تنفيذ التعبئة العامة إلا بعد مفاوضات مطولة بين الدول الإمبراطورية والبلدات والمدن من جهة ومستشاري التاج والحاكم من الجهة الأخرى في نهاية شهر ديسمبر من عام 1764. طبق معظم هذا المرسوم في بلدات السكن في كولن وبرلين وفريدريشسفيردر (8 تجمعات مع 1300 نسمة). وطبق أيضًا بنجاح في ألتمارك لتعبئة المزارعين وحراس الأراضي البور (مجموعة موظفي حراجة لديهم معرفة في الأراضي) وللدفاع. تلقى الحاكم المزيد من التعزيزات في نهاية شهر يناير من عام 1675 عبر إرسال قوات من المقاطعات الويستفالية.

## مجريات الحملة

### الغزو السويدي – احتلال المرغريفية (25 ديسمبر 1674 – أبريل 1675)
في 15\25 من شهر ديسمبر من عام 1674 سارت القوات السويدية عبر بازهفالك وغزت أوكرمارك دون إعلان رسمي للحرب. وفي الواقع، وفقًا لرسالة من المشير الميداني السويدي، كارل غوستاف فرانغيل، إلى مبعوث براندنبورغ دوبيسلاف فون هاغن في 20\30 من شهر ديسمبر 1674، سيغادر الجيش السويدي مارك براندنبورغ حالما تنهي براندنبورغ حالة الحرب مع فرنسا. إلا أن النية لم تكن قطعًا تامًا للعلاقات بين السويد وبراندنبورغ.
تختلف حسب المصادر الأرقام التي تشير إلى القوة المبدئية لهذا الجيش، الذي كان نصفه تقريبًا سيتألف بحلول الربيع من ألمان، بين 13700 و16000 مقاتل و30 مدفعًا.
ومن أجل تقديم الدعم للمشير الميداني كارل غوستاف فرانغيل، الذي كان يبلغ من العمر أكثر من 60 عامًا، الذي كان أغلب الأوقات طريح الفراش ويعاني من مرض النقرس، عين إلى جانبه المشيران الميدانيان سيمون غرونديل هيلمفيلت وأوتو فيلهيلم فون كونغيسمارك. إلا أن هذا التعيين غير الواضح منع، من بين عدة أمور، إصدار أوامر واضحة، الأمر الذي لم يسمح بتنفيذ التوجيهات المتعلقة بتحركات الجيش سوى ببطء شديد.
جذب دخول السويد في الحرب أنظار القوى الأوروبية. وكان المجد العسكري لحرب الثلاثين عامًا قد جعل القوة العسكرية للسويد تبدو ساحقة في أعين معاصريها. وعرض المرتزقة الألمان طواعية خدماتهم على السويديين.